# Де Неве, Гвидо
Гвидо де Неве (нидерл. Guido de Neve; род. 8 января 1963, Хасселт) — бельгийский скрипач.
В 11-летнем возрасте поступил в Брюссельскую консерваторию (класс Кати Шебештьен), окончил её с отличием. В дальнейшем наибольшее влияние на становление де Неве оказали занятия под руководством Шандора Вега (1984). Лауреат нескольких международных конкурсов.
В 1989 г. основал Ансамбль Эжена Изаи, объединивший группу молодых фламандских музыкантов. В 1996—2002 гг. первая скрипка в струнном квартете Шпигель. Взяв паузу в середине 2000-х годов, де Неве вернулся к активной концертной деятельности с 2006 года как исполнитель на исторических инструментах, играя, в частности, И. С. Баха и А. Вивальди на барочной скрипке, а Людвига ван Бетховена — на инструменте романтической эпохи.
Де Неве известен как пропагандист редкого бельгийского репертуара XIX века: им исполнены и записаны сочинения Гийома Лекё, Августа де Бука, Жозефа Йонгена, Флора Алпартса и других авторов. Он также сотрудничает с современными бельгийскими композиторами. За популяризацию национального музыкального наследия скрипач удостоен в 1993 году премии имени Виллема Пелеманса.
Де Неве преподаёт скрипку и камерный ансамбль в Антверпенской консерватории.